# Битва на Степе
Битва на Степе — сражение произошедшее в Льежском епископстве, на территории современной Бельгии, провинция Лимбург, коммуна Гингелом, около посёлка Montenaken 13 октября 1213 года между Хуго де Пьерпоном, епископом Льежа, и Генрихом I, герцогом Брабанта.

## Причины
В 1212 году Альберт II, граф Дагсбурга, последний правитель графства Моха (фр. Comté de Moha) (нидерл. Graafschap Moha), умер, не оставив сыновей. Генрих I, герцог Брабанта и Людовик II (граф Лоона), были родственниками Альберта и претендовали на графство.
Герцог Генрих Брабантский в 1212 году разорил город Льеж. Герцог Генрих при содействии Валерана, наследника Лимбургского герцогства, выступил с армией, как бы для нападения на Моху, но, в то время как епископ Хуго де Пьерпон двинулся со своей армией в Юи, в обход Моха герцог напал на неподготовленный к обороне Льеж, в то время, как епископ совершал марш-бросок назад из Юи. Льеж был захвачен 3 мая и разграблялся четыре дня. 8 мая Генрих начал осаду Моха, но не сумев быстро взять его, 10 мая отказался от неё.
Епископ немедленно приступил к работе по укреплению и восстановлению Льежа. В июле, укрепившись союзами с маркграфом Филиппом I Намюрским, графом Людовиком II Лоонским и графом Фердинандом Фландрским, он двинулся против Брабанта. Под угрозой превосходящих сил, Генрих начал переговоры. В конце концов он отказался от своих притязаний на Моху.
Мир был не долгим. В октябре 1213 года епископ Хуго и Фердинанд вторглись в Брабант с двух сторон, утверждая, что Генрих не выполняет своих обязательств по предварительному договору. Когда Фердинанд был вынужден отвлечь своё внимание на свою французскую границу, епископ призвал графа Лоона.
Генрих был также в союзе с королём Франции, (в апреле 1213 года, Генрих женился на его дочери, Марии Французской), который угрожал вторгнуться во Фландрию, традиционный союзник епископства Льежа. Это дало Генриху возможность сново вторгнуться в епископство и осадить Льеж. Плохо подготовленный к длительной осаде герцог Брабанта отступил, разорив и разграбив епископство и сожгя Тонгерен.
Епископ Хуго де Пьерпон сплотил своих союзников, Людовика II, графа Лоона, Генриха III, герцога Лимбургского и граждан Юи, чтобы преследовать брабантцев.

## Битва
Обе стороны договорились дать бой на равнине Степ. Генрих объединил свою армию, в три отряда, на более высокой земле с солнцем за спиной. Он также отдал свою броню одному из своих рыцарей, Генриху из Хальденберга, чтобы не стать мишенью во время битвы. Хуго поместил Людовика на правом фланге с герцогом Лимбургским в центре, в то время как сам Хуго занимал левый фланг.
Людовик первым атаковал, связав Брабантские силы на правом фланге. Затем остальная армия Льежа атаковала ослабленные левый и центр. Сокрушённая этими атаками, брабантская армия была разбита и бежала. Генрих из Хальденберга, рыцарь в доспехах герцога Генриха, был убит.
Армия ополченцев Льежа, желая отомстить за разрушения в их землях, истребляла брабантскую пехоту. Они преследовали бежавшую армию на несколько километров, убивая всех, кого могли. Раненые были жестоко изуродованы и не получили ни капли жалости.

## Последствия

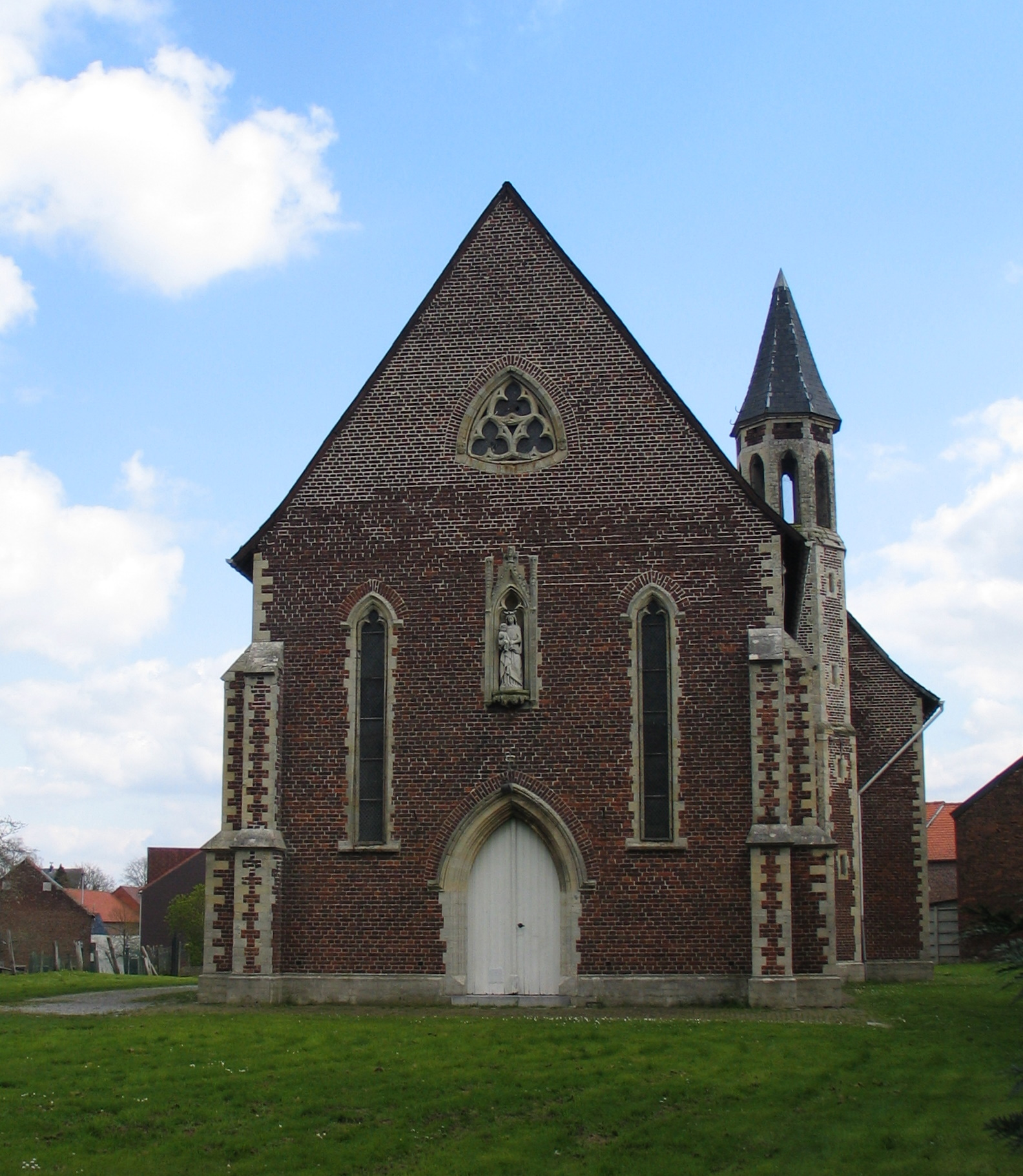
Построенная на месте сражения часовня Нотр-Дам-де-Степс (Chapelle de Notre-Dame-de-Steps)

Битва на Степе — одно из первых сражений, где профессиональная армия была разбита армией гражданских. В результате поражения при Степе льежские войска вошли на территорию Брабанта и Генриху пришлось на коленях просить льежского епископа о снятии с него отлучения от церкви (28 февраля 1214 года).
Моха была присоединена к Льежу.
Битва породила местную легенду о вмешательстве Девы Марии, когда её статуя отражала солнце, ослепляя и вызывая панику среди Брабантцев. Это чудо до сих пор отмечается каждый год в мае.